# Sfînta Tereza și diavolii
Sfînta Tereza și diavolii este un film românesc din 1972, regizat de Francisc Munteanu după propriul scenariu. Rolurile principale sunt interpretate de actorii Ion Dichiseanu, Peter Paulhoffer și Réka Nagy. Este unul dintre primele filme românești care prezintă scene de nuditate feminină completă.
Acțiunea filmului se petrece în septembrie 1944 în nordul Ardealului. Doi ofițeri români sunt parașutați în spatele frontului pentru a lua legătura cu un grup de partizani ce acționau pe piscul Sfânta Tereza și a dinamita un viaduct, pierzându-și viața la finalul misiunii.

## Rezumat
În septembrie 1944, o unitate militară română duce lupte cu trupele germane pe malul unui râu. Generalul (Paul Lavric) îl întreabă pe locotenentul David (Peter Paulhoffer), care comanda un batalion de asalt cu un efectiv de 417 militari aflat în zona 211, dacă poate forța albia unui râu. Ofițerul îi răspunde că albia nu putea fi forțată cu efectivul de care dispunea din cauza poziției dezavantajoase: malul pe care se aflau trupele române era întins și orice mișcare putea fi observată de pe malul celălalt. El afirmă că doar o unitate cu 1500-2000 de oameni ar avea o șansă să forțeze albia. Neputând să renunțe la capul de pod, generalul îi ordonă căpitanului Mihai Petrescu (Ion Dichiseanu), un ofițer cu o pregătire specială care fusese trimis de Biroul Special al Marelui Stat Major pentru a dinamita un viaduct (acțiune care urma să aibă loc peste câteva zile), să preia comanda batalionului de asalt din zona 211 și să forțeze albia râului.
Căpitanul Petrescu este primit cu adversitate de locotenentul David, dar între cei doi ofițeri (primul originar din Gorj și al doilea din Maramureș) se creează o relație de respect după ce David refuză să meargă la mijlocul râului pentru a-i verifica adâncimea, iar căpitanul decide atunci să se ducă el. Batalionul reușește să forțeze albia râului și să ajungă pe malul celălalt cu pierderi mari, permanentizând astfel capul de pod.
Trupele române urmau să încercuiască armata germană în depresiunea Lunca, iar în acest scop trebuia aruncat în aer viaductul care o străbătea pentru a tăia posibilitățile de retragere ale trupelor germane. Succesul acțiunii ar fi dus la scoaterea din luptă a aproximativ 200 de tancuri ale Wehrmachtului. Petrescu și-l alege pe David ca partener pentru misiunea de aruncare în aer a viaductului, deoarece îl consideră un ofițer bun. Generalul îl anunță pe căpitan că pe piscul Sfânta Tereza, pe unde trecea viaductul, opera un grup mic de partizani patrioți cărora le erau trimise provizii și muniție pe calea aerului. Deoarece piscul se afla în spatele frontului, cei doi ofițeri sunt parașutați în apropiere. Pe drumul către obiectiv, ei sunt însă capturați de nemți, internați într-o tabără de aprovizionare și interogați de colonelul Wolf (Zephi Alșec) cu privire la mișcările de trupe ale armatei române. 
Petrescu reușește să-l imobilizeze pe colonelul german, îi ia uniforma, îl eliberează pe David și fug cu un automobil Mercedes. Ei ajung în orașul apropiat, își schimbă uniformele cu haine civile și urcă noaptea într-un tren din Gara Triaj cu care doreau să ajungă cât mai aproape de piscul Sf. Tereza. Niște soldați nemți îi închid însă în vagon, dar cei doi reușesc să se elibereze și să sară din tren. Ei se despart și își dau întâlnire pe pisc. 
Căpitanul observă la cascadă o frumoasă localnică unguroaică pe nume Iulia (Réka Nagy) și își dă seama că ea este omul de legătură al partizanilor, cărora le lasă grenade și le semnalizează locul cu fum. Pentru a afla locul unde se ascundeau partizanii, Petrescu o urmărește pe Iulia la cabana unde locuia aceasta și ucide un plutonier neamț ce voia să intre în casă, luându-i uniforma. Căpitanul bate la ușă și, dându-se drept alpinist, întreabă de trupele germane aflate în apropiere. Femeia îl suspectează că este neamț și-l tratează cu răceală. El o forțează să-i dea de mâncare și, deoarece afară ploua torențial, rămâne în cabană și se culcă acolo, alături de Iulia. În cursul nopții, femeia pune mâna pe un pistol și-l amenință pe căpitan cu el, dar Petrescu o dezarmează, o sărută și apoi fac dragoste împreună. 
Pentru a trece de trupele germane, Petrescu se îmbracă a doua zi în uniforma subofițerului neamț ucis și pornește către locul unde bănuia că se ascund partizanii. El este observat de cei trei „șoimi” (numele conspirativ al membrilor grupului) și împușcat în piept. Partizanii își dau seama că el este unul dintre cei doi ofițeri români parașutați și îl bandajează. Între timp, ajunge acolo și locotenentul David. Partizanii și cu David îl duc pe căpitan la cabana unde locuia Iulia. Locotenentul și cu Iulia sechestrează un ofițer medic german (Horea Popescu) de la spitalul militar aflat în localitatea învecinată și-l aduc la cabană pentru a-i trata rana lui Petrescu. Rana căpitanului se vindecă, iar partizanii și cei doi ofițeri români aruncă în aer viaductul și o parte din munte. Atacați de un grup mare de nemți, ei mor eroic în luptă. 
La finalul filmului, un grup de tineri ajunge la o troiță din pădure, iar unul dintre ei afirmă că acolo au murit cinci oameni în lupta pentru apărarea patriei, printre care și tatăl său. Acesta din urmă îi lăsase o scrisoare din al cărei text se deduce că tânărul este fiul căpitanului Petrescu.

## Distribuție
- Ion Dichiseanu — căpitanul Mihai Petrescu
- Peter Paulhoffer — David
- Réka Nagy — Iulia, omul de legătură al partizanilor
- Cornel Coman — colonelul Crăciun
- Vasile Nițulescu — colonelul Pașcu
- Zephi Alșec — colonelul german Wolf
- Costel Constantinescu — baci Gavrilă, șeful grupului de partizani
- Ion Anghel — partizanul Breban
- Horea Popescu — chirurgul german
- Iulian Vișa — partizanul Covaci
- Andrei Codarcea — plutonierul german Helmuth
- Dem. Niculescu
- Paul Lavric — generalul român
- Alexandru Helja
- Mihaela Nestorescu — călugărița catolică
- Vasile Boghiță — cercetașul Gliga
- Stelian Cremenciuc — soldatul german Karl
- Alexander Ternovits (menționat Alexandru Ternovici)

## Producție
Scriitorul Francisc Munteanu a scris scenariul acestui film. Filmările au avut loc în perioada martie – iulie 1972 în zonele Brașov și Sfântu Gheorghe.  Filmul a fost realizat în studiourile Centrului de Producție Cinematografică București. Cheltuielile de producție s-au ridicat la suma de 3.523.000 lei. 
La realizarea filmului au colaborat pe post de consilieri col. Antone Marinescu, ing. Radu Teodorescu și Șerban Andreescu. Regizori secunzi au fost Anastasia Anghel, Mariana Calotescu și Ion P. Ion. Muzica filmului a fost compusă de Temistocle Popa și interpretată de Orchestra Radioteleviziunii Române dirijată de Sile Dinicu.
Filmul a avut o premieră excepțională la 21 august 1972, fiind lansat pentru difuzare în cinematografe la 4 septembrie 1972. 

## Recepție
Filmul Sfînta Tereza și diavolii a fost vizionat de 2.381.241 de spectatori la cinematografele din România, după cum atestă o situație a numărului de spectatori înregistrat de filmele românești de la data premierei și până la data de 31.12.2007 alcătuită de Centrul Național al Cinematografiei. 
La momentul lansării, criticii cinematografici au criticat foarte aspru filmul, considerându-l un eșec al regizorului, precum și semnul unei profunde crize în creația regizorului scenarist, „cineastul cu cea mai bogată filmografie nereușind, nici după zece încercări, să ne ofere un film adevărat” (T. Stănescu). 
În „Istoria filmului românesc (1897-2000)”, criticul Călin Căliman scria că filmul Sfînta Tereza și diavolii are o valoare „discutabilă”.  Într-o lucrare ulterioară, același critic îl considera un episod „tragico-grotesc de război”.  Jurnalistul Cristian Tudor Popescu, doctor în cinematografie și profesor asociat la UNATC, remarca faptul că Sfînta Tereza și diavolii  prezintă România în cel de-al doilea război mondial fără a mai pomeni de sovietici. 
Criticul Tudor Caranfil nu a dat filmului nicio stea și a făcut următorul comentariu: „Doi ofițeri români, ce trebuie să dinamiteze, în 1944, un viaduct, sunt capturați de inamic și vor plăti cu viața misiunea de pe muntele Sf. Tereza. Obișnuitele coincidențe „emoționante”, care mobilează dramaturgia scriitorului-cineast, asezonate cu stridențe: compoziții aberante ale cadrelor și banalități triviale ale dialogului aduc a improvizație de cămin cultural uitat de lume.” 